# Валлерн-ім-Бургенланд
Валлерн-ім-Бургенланд (нім. Wallern im Burgenland) — ярмаркова громада округу Нойзідль-ам-Зее у землі Бургенланд, Австрія.
Валлерн лежить на висоті  120 м над рівнем моря і займає площу  33,9 км². Громада налічує 1762 мешканців. 
Густота населення 52/км².  
|                                                |
| Валлерн-ім-Бургенланд на мапі округу та землі. |

 Адреса управління громади:  7151 Wallern im Burgenland. 

## Демографія
Історична динаміка населення міста за даними сайту Statistik Austria

## Виноски
1. ↑  Dauersiedlungsraum der Gemeinden Politischen Bezirke und Bundesländer - Gebietsstand 1.1.2018 — Статистичне управління Австрії.
2. ↑  Einwohnerzahl 1.1.2018 nach Gemeinden mit Status, Gebietsstand 1.1.2018 — Статистичне управління Австрії.
3. ↑  www.marktgemeinde-wallern-im-burgenland.at. Архів оригіналу за 20 вересня 2013. Процитовано 14 жовтня 2013.
4. ↑  Gemeindedaten von Wallern im Burgenland. Архів оригіналу за 29 вересня 2007. Процитовано 14 жовтня 2013.

| Австрія | Це незавершена стаття з географії Австрії. Ви можете допомогти проєкту, виправивши або дописавши її. |